# Merremia quinata
Merremia quinata är en vindeväxtart som först beskrevs av R. Brown, och fick sitt nu gällande namn av Van Ooststroom. Merremia quinata ingår i släktet Merremia och familjen vindeväxter. Inga underarter finns listade i Catalogue of Life.